# قورباغه درختی جزایر فارو
قورباغه درختی جزایر فارو (نام علمی: Litoria lutea) نام یک گونه از سرده قورباغه درختی استرالیایی است.